# Dipterocarpus conformis
Dipterocarpus conformis är en tvåhjärtbladig växtart. Dipterocarpus conformis ingår i släktet Dipterocarpus och familjen Dipterocarpaceae.

## Underarter
Arten delas in i följande underarter:
- D. c. borneensis
- D. c. conformis